# Dè Flanegin
Dè Flanegin (Santa Cruz, Aruba 24 december 1971) is een voormalig Nederlands honkballer, softballer en honkbal- en softbalcoach die zijn hele loopbaan in Nederland uitkwam voor de Hoofddorp Pioniers.

## Loopbaan
Flanegin begon op elfjarige leeftijd met honkbal in het jeugdteam Carpetcenter van de vereniging Aruba Videocenter in Santa Cruz. Tijdens zijn jeugd werd hij driemaal geselecteerd om zijn land te vertegenwoordigen. Op twaalfjarige leeftijd speelde hij om het Little Leaguekampioenschap van Zuid-Amerika in Mayaquez in Puerto Rico. Toen hij vijftien was kwam hij uit in Sint Maarten namens Aruba voor de Senior League van dit kampioenschap. Op zeventienjarige leeftijd kwam hij uit voor de hoofdselectie van Juvenil op Aruba. Met achttien jaar verhuisde hij naar Oranjestad en speelde op Double A niveau voor Richmond. Hij kwam uit als infielder (korte stop en tweede honkman) en werd ook opgesteld als pitcher.
In 1992 verhuisde Flanegin naar Nederland en tekende een contract bij het eerste honkbalteam van Hoofddorp Pioniers. Vanaf 1992 speelde hij voor de club als outfielder en later eerste honkman en aangewezen slagman. Hij speelde in totaal 22 seizoenen voor de Hoofddorp Pioniers, waarvan 21 op het hoogste niveau van Nederlandse honkbal. In 1997 behaalde hij met de club het landskampioenschap. In 2008 is Flanegin benoemd tot erelid van de vereniging Hoofddorp Pioniers. Op 31 augustus 2014 speelde Flanegin zijn laatste wedstrijd voor Hoofddorp Pioniers. Hij speelde op alle negen posities (outfield en infield) in deze Play-Off wedstrijd vs. Kinheim en sloot af als pitcher. De daaropvolgende seizoenen, met een kleine onderbreking tussen 2008 en 2010, speelde baseballspeler Dè Flanegin  tot en met 2015 voor Hoofddorp Pioniers op het hoogste niveau. Flanegin nam na het seizoen 2014 op 42-jarige leeftijd afscheid als honkbalspeler. Op 5 juli 2015 besloot Hoofddorp Pioniers het nummer 30, het rugnummer waarmee Flanegin eenentwintig jaar in de hoofdklasse speelde, uit de omloop te nemen. Zijn rugnummer 30 is officieel 'retired' en zal niet meer worden gebruikt.

## Coach
In het seizoen van 2015 was Flanegin een van de coaches van het dames softbalteam 1e klasse van Hoofddorp Pioniers. Het dames softbalteam werd kampioen en promoveerde naar Silver League. Flanegin debuteerde in 2016 in de Hoofdklasse als hoofdcoach van het eerste honkbalteam van Hoofddorp Pioniers. Dat was echter niet zijn coachdebuut. Flanegin was naast speler ook de slagcoach van Hoofddorp Pioniers in 2008. Toen in juni 2010 de toenmalig hoofdcoach Bernie Beckman afscheid genomen had van Hoofddorp Pioniers leidden de drie Assistent Coaches Peter Barentsen, Theo Geerman en Dè Flanegin daarna het team. In 2016 en 2017 was hij wederom hoofdcoach van de Pioniers met Theo Geerman en Angelo Clemensia als assistentcoaches. Hoofddorp Pioniers behaalde zowel in 2016 als in 2017 de Play-Offs en eindigde in 2017 op de derde plaats. In september van 2017 maakte Flanegin bekend dat hij niet voor een derde seizoen terugkeert in Hoofddorp. In 2019 keert hij terug als hoofdcoach in de hoofdklasse. Hij wordt bij HCAW de opvolger van Roeland Henrique Sr.

## Prestatie
Dè Flanegin is de 26ste speler in de geschiedenis die zijn 500ste wedstrijd in de Hoofdklasse heeft gespeeld. Dè Flanegin is bovendien pas de zevende speler die al die wedstrijden voor één vereniging speelde. In 2006 is Dè Flanegin gehuldigd door Jan Rijpstra, de Voorzitter van de Koninklijke Nederlandse Baseball en Softball Bond. Hij kreeg voor het bereiken van deze mijlpaal in zijn loopbaan het Bondsonderscheidingsteken. Op 12 mei 2013 werd Flanegin recordhouder voor meeste gespeelde wedstrijden in de Hoofdklasse bij één club. Hij verbrak het record van 691 wedstrijden, dat op naam stond van Jurjan Koenen (HCAW). Dè Flanegin is de vierde speler in de historie van de hoofdklasse die de mijlpaal van 700 wedstrijden bereikte. In zijn spelersloopbaan bij Hoofddorp Pioniers kwam hij tot 750 duels en passeerde daarmee Marcel Kruyt (700) in het klassement met meest gespeelde hoofdklassewedstrijden.